# Upplands runinskrifter 394
Upplands runinskrifter 394 är en vikingatida runsten av blågrå glimmerskiffer inne i Sankt Pers kyrkoruin, Sigtuna och Sigtuna kommun. Tidigare, fram till 1941, låg stenen som tröskelsten i den västra kyrkodörren. En del av runstenen är avslagen, troligen för att den skulle passa bättre in i golvet. Stenens höjd är 2,15 meter och bredden är 0,95 meter.

## Inskriften
Möjligen är Torbjörn, som reste stenen till minne av sin broder, också stenens ristare.
Translitterering av runraden:
× þur[biurn] : [r]isþi : [s]tain : þansi : eftiʀ · (e)(s)(b)i(u)rn : bruþur : sin : þauʀ : iʀu : suniʀ : tuʀ:uis · i -... ...[n]s +
Normalisering till runsvenska:
Þorbiorn ræisþi stæin þennsi æftiʀ Æsbiorn, broður sinn. Þæiʀ eʀu syniʀ Dyʀvis(?) i ... ...
Översättning till nusvenska:
Torbjörn reste denna sten efter Asbjörn, sin broder. De äro söner till Dyrver(?) i...